# Beatriz Eguía Muñoz
Beatriz Eguía Muñoz (4 de febrero de 1899 – 14 de septiembre de 1927) fue una poeta argentina. Publicó artículos en las revistas Caras y Caretas, El Hogar, La Nación, entre otros. Fue una de las propulsoras de las organizaciones de mujeres en Argentina. Fue amiga de varias escritoras de la época, como Alfonsina Storni.

## Obras
- Humo (1924)
- Poesías (1928, publicado póstumamente por Margarita de Vedia y Mitre)